# Самуїл І Константинопольський
Самуїл I (у миру Скарлатос Ганцеріс) двічі служив Константинопольським патріархом, у 1763–1768 та 1773–1774 роках.

## Його життя
Він народився в 1700 році в Константинополі в родині Ханцері і був сином (Баса-) Гіаннакіса, представника міських купців, і Маріори Мурузі. Навчався у Великій Школі Нації і отримав хорошу освіту з грецької, латинської, філософії та церковної науки. У молодому віці (приблизно 20–25 років) був рукоположений в сан диякона, а згодом став архідияконом Патріарха Паїсія II. У грудні 1731 року обраний митрополитом Дерконським, а 24 травня 1763 року — Вселенським патріархом, хоча вважав себе занадто старим для цієї посади. Його описують як тиранічного, зарозумілого і мстивого, який часто не дотримувався священних правил.
Під час свого Патріархату він займався фінансами Патріархату: зменшив витрати, скоротив збори коштів і «дискову» процесію п’ять разів на рік і скасував старий звичай вносити священиків і ченців натурою (тварин, яйця тощо). Патріархат. Він зміцнив освіту, заснувавши багато шкіл і відновив престиж Патріархату. У 1766-67 роках він скасував автокефалію Печської та Охридської архієпархій (юрисдикція якої охопила великі території Македонії, Епіру, Фессалії, Албанії та Сербії) і відновив загалом 25 єпархій під юрисдикцією Вселенської. Він влаштував, щоб патріарша печатка була розділена на чотири частини, які були передані синодальним ієрархам. При цьому він наголосив на синодальній системі управління Патріархатом, під час якої відповідальність розподіляється, а можливість свавілля з боку Патріарха обмежена.
На соціальному рівні він клеймив «рабство жінок» і виступав проти інституту приданого та комерційного шлюбу. Синодальним рішенням він уточнив ступінь спорідненості, яка є перешкодою для шлюбу.
Його радикальні кроки викликали реакцію, аж до того, що 5 листопада 1768 року він змушений піти у відставку. Був засланий до монастиря Великої Афонської Лаври, де його не прийняли тепло, харчувався лише сухим хлібом і захворів. У 1770 році йому вдалося дозволити турецькому уряду повернути його в резиденцію в Терапії. Після відставки Патріарха Феодосія II 17 листопада 1773 року Синод за безпосереднього особистого втручання султана Мустафи III переобрав патріарха Самуїла, незважаючи на його рішучу реакцію.
Цей другий Патріархат проіснував близько року. Під час нього він намагався вирішити питання «Колівади», обравши більш жорстку політику, ніж у його попередника. Цей короткий Патріархат зустрів його з сильним опозиційним фронтом під керівництвом митрополита Бурси Мелетія і збігся зі смертю султана Мустафи III (січень 1774 р.) і вступом на престол його брата Абдул-Гаміда І. Втративши опору у Високих воротах і Синоді, 24 грудня 1774 року був засланий до Халки. Там його здоров’я погіршилося, і він попросив лікуватися у себе вдома в Терапії, але йому не дозволили. Там він помер 10 травня 1775 р. і був похований поруч зі Святим вівтарем церкви Святого Миколая в Халкі.
Подейкують, що коханкою Самуїла була Роксандра Караца . Його племінниками були Костянтин, князь Валахії, Александр, князь Молдавії, та Самуїл, митрополит Ефеський.

## Авторська робота
Здається, Самуїл мав важливу письменницьку роботу, яка, однак, не збереглася через обставини життя його нащадків. Він написав риторику, короткий зміст промов Демосфена, а також «Державу та діалоги Платона». Мав також збірку промов у рукописах та перекладів творів європейських авторів.

## Подальше читання
- «Σαμουήλ Χαντζερής ο Βυζάντιος (1700-1775). Η συμβολή του στην πνευματική κίνηση του Γένους κατά τον 18ο αι.», εκδ. Πρόσωπο, Αθήνα 2008.